# Unnatural History
Unnatural History: Compilation Tracks Compiled – album będący kompilacją utworów, wyprodukowany przez grupę Coil. Utwory zawarte na albumie pojawiły się wcześniej na różnych rzadkich, limitowanych wydawnictwach, a niektóre z nich nie były wcześniej znane. Materiał zebrany na Unnatural History zawierał nagrania z lat 1983–1986, podczas gdy płyta ukazała się w 1990.
Unnatural History II i Unnatural History III były kontynuacjami tego albumu, zawierały mało znane utwory Coil nagrane w późniejszym okresie działalności grupy.
„Various Hands”, „The Swelling Of Leeches” i „The Pope Held Upside Down” pierwotnie pojawiły się na 12"-singlu Nightmare Culture, będącego splitem Coil i Current 93. „His Body Was A Playground For The Nazi Elite” pierwotnie pojawił się na kompilacji Ohrensausen pod tytułem „A Man Named Horst”. „Homage To Sewage” wcześniej znany był z kompilacji Life At The Top. „Here To Here (Double Headed Secret)” wydano wcześniej na płycie The Beast 666, a „S Is For Sleep” na The Elephant Table Album. „Dream Photography” pochodzi z albumu Peyrere. „Comfortable” zamieszczono wcześniej na kompilacji Raw Like Sewage. „Never” w rozbudowanej formie ukazał się później na albumie The Angelic Conversation. Wcześniej wydano ten utwór na płycie Less Than Angels. W informacji towarzyszącej albumowi „Penetralia II” jest opisana jako pochodząca z limitowanego 7” singla wydanego przez label Shock. Ponieważ może chodzić tu tylko o singel Wrong Eye/Scope, „Penetralia II” jest na Unnatural History utworem premierowym. „Sicktone” oryginalnie pochodził z kolejnej kompilacji, The Fight Is On. „How to Destroy Angels” natomiast ukazał się na 12"-singlu How to Destroy Angels, z tą różnicą, że tu jest w wersji mono, a oryginalnie utwór nagrany był w stereo.

## Spis utworów
1. „Various Hands”– 3:26
2. „The Swelling Of Leeches”– 3:04
3. „The Pope Held Upside Down”– 3:34
4. „His Body Was A Playground For The Nazi Elite”– 3:28
5. „Homage To Sewage”– 2:22
6. „Here To Here (Double Headed Secret)”– 4:51
7. „S Is For Sleep”– 3:26
8. „Dream Photography”– 3:22
9. „Comfortable”– 1:40
10. „Never”– 4:36
11. „Penetralia II”– 3:10
12. „Sicktone”– 3:22
13. „How to Destroy Angels”– 16:41